# حمام رادکان
حمام رادکان مربوط به اوایل دوره قاجار است و در شهرستان چناران، بخش مرکزی،روستای رادکان واقع شده و این اثر در تاریخ ۲۷ اسفند ۱۳۸۶ با شمارهٔ ثبت ۲۲۲۹۹ به‌عنوان یکی از آثار ملی ایران به ثبت رسیده است.